# Quartett bei Claudia
Quartett bei Claudia ist ein deutscher Fernsehfilm von Michael Kehlmann aus dem Jahr 1981.

## Handlung
Die Londoner Freunde Claudia, Robert, Miriam und Dr. Bartman treffen sich jeden Donnerstag bei Claudia zu einem Hausmusik-Abend. Als Dr. Bartman einmal ausfällt, ergänzt Roberts Freund John das Streichquartett. John und Miriam sind sich sympathisch, am nächsten Tag lädt er sie zu einem Zoobesuch ein, sie reden lange miteinander und fangen an sich zu verlieben. Beide sind jedoch verheiratet und haben Kinder. Miriam erzählt John, dass sie trotz ihres Wohlstands, ihrer Familie und ihres erfüllenden Berufes manchmal plötzlich und anscheinend grundlos anfängt zu weinen.
Ihre Freunde Claudia und Robert, die seit Jahren eine Affäre miteinander haben (Robert ist verheiratet), raten John und Miriam davon ab, sich ebenfalls auf eine Affäre einzulassen. Als John beruflich nach Norfolk reisen muss, findet Miriam jedoch eine Ausrede, um ihn zu begleiten und ein paar Tage mit ihm zu verbringen.
Johns Ehefrau Pat, deren Beziehung zu ihrem Mann ohnehin eher kühl ist, ahnt etwas von der Affäre. Auch Miriams Mann Gabriel bemerkt eine Verstimmung bei seiner Frau. Er bittet sie, am nächsten Donnerstag den Hausmusikabend ausfallen zu lassen und ihn zu einer Party zu begleiten. Sie stimmt zu, trifft sich an dem Abend aber vorher kurz mit John. Sie erzählt ihm von einem Ferienhaus auf einer griechischen Insel, das sie von einer Freundin überlassen bekommt und zu dem sie in den nächsten Tagen reisen will. Sie traut sich nicht, John direkt zu bitten, mit ihr nach Griechenland zu reisen, und auf ihre Andeutungen geht John nicht ein. Später ruft sie von der Party aus Claudia an, doch auch die hat keine Zeit, sie zu begleiten, also reist sie allein.
John redet mit Robert über Miriam und sagt, er möchte aus Verantwortungsgefühl keine Beziehung mit Miriam eingehen, weil er weiß, dass es schlecht ausgehen würde. Überhaupt findet er, Beziehungen zwischen Menschen sollten eher an der Oberfläche bleiben – so wie die zwischen ihm und seiner Frau.
Plötzlich erreicht die Freunde die Nachricht von Miriams Tod: Sie fuhr von der Insel aus mit einem Boot aufs Meer, das Boot kenterte und sie ertrank. Claudia, John und Robert diskutieren die Möglichkeit eines Suizids: Das letzte Gespräch mit John und das Telefonat mit Claudia erscheinen im Rückblick als letzte Hilferufe. Eine Rückblende zu Johns und Miriams Zeit in Norfolk bestätigt dies: Sie liegen im Bett, und Miriam sagt, sie könne ohne ihn nicht leben. John: „Das darfst du nicht sagen, Miri. Nie.“ Miriam: „Verzeih. Ich sag's nicht wieder.“
Das Quartett spielt, mit einer Nachbarin als Ersatz für Miriam, ein letztes Mal zusammen, bevor es sich auflöst.

## Produktion
Der Film wurde vom Süddeutschen Rundfunk produziert und am 14. Januar 1981 zum ersten Mal in der ARD ausgestrahlt.